# Wierzchowiny (Radzyń Podlaski)
Pour les articles homonymes, voir Wierzchowiny.
Wierzchowiny (prononciation [vjɛʂxɔˈvinɨ]) est un village de la gmina d'Ulan-Majorat du powiat de Radzyń Podlaski dans la voïvodie de Lublin, situé dans l'est de la Pologne.
Le village comptait approximativement une population de 316 habitants en 2009.

## Histoire
La première mention officielle du village date du XVIe siècle, bien que la commune soit plus ancienne.
Durant la Première Guerre mondiale, le front austro-russe atteint la région du village en août 1915. Les soldats autrichiens traverse la commune le 12 août 1915.
De 1975 à 1998, le village est attaché administrativement à la voïvodie de Biała Podlaska.

Depuis 1999, il fait partie de la nouvelle voïvodie de Lublin.